# Republiken Swellendam

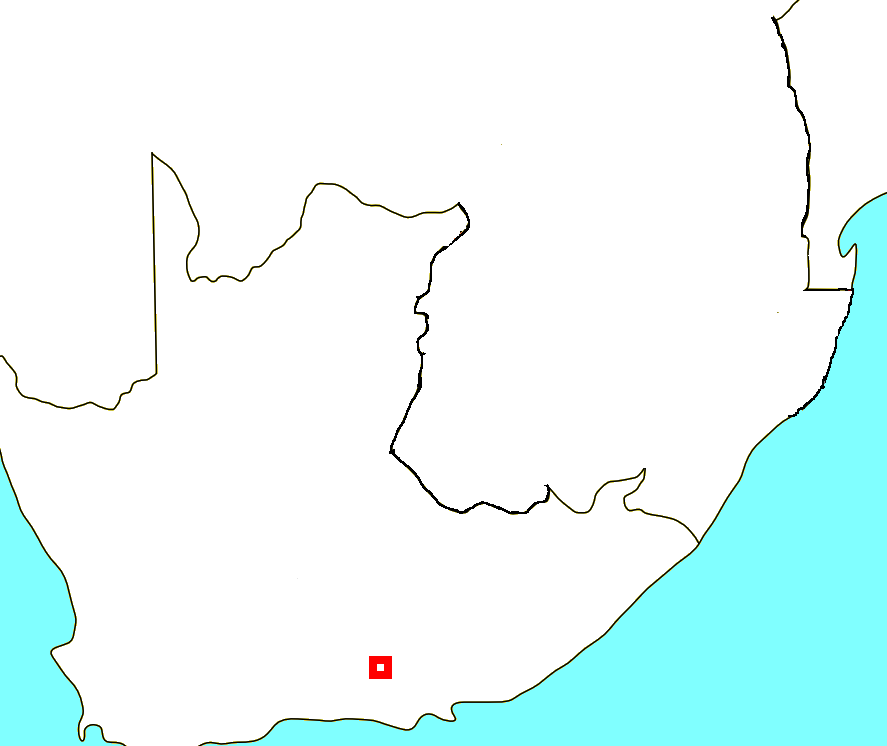
Swellendam i Kapprovinsen

Republiken Swellendam var en kortvarig statsbildning i nuvarande Sydafrika.
Swellendam hade grundats 1747 av Holländska Ostindiska Kompaniet. År 1795 genomgick Republiken Förenade Nederländerna stora förändringar. Även i Ostindiska Kompaniet fick nya tankar om ursprungsbefolkningens rättigheter genomslag, men de mötte motstånd hos boerna i Graaff-Reinet och i Swellendam. Under dagarna 17 och 18 juni 1795 jagades Kompaniets styresman  Anthonie Faure bort av 60 invånare under Petrus Delports ledning.
Hermanus Steyn (1743-1804) valdes något motvilligt till nationalförsamlingens president. Han blev själv avsatt i november 1795 av britterna varefter den ursprunglige presidenten återinsattes. 
Även om det var tal om "nationalförsamling", erkände utbrytarna den holländska republikens överhöghet och någon riktigt oberoende stat eftersträvades inte.